# اکبرآباد (شاهرود)
اکبرآباد یک روستا در ایران است که در دهستان خرقان (شاهرود) واقع شده‌است.